# Del Valle Mais
Del Valle Mais é uma marca de sucos fabricada pela The Coca Cola Company desde 2009. A empresa mexicana Del Valle foi adquirida pela Coca-Cola juntamente com a também mexicana Femsa. Del Valle Mais surgiu da fusão entre Sucos Mais e a compra da Del Valle pela The Coca Cola Company.